# Čista Mala
Čista Mala falu Horvátországban Šibenik-Knin megyében. Közigazgatásilag Vodicéhez tartozik.

## Fekvése
Šibenik központjától légvonalban 18, közúton 29 km-re északnyugatra, községközpontjától 14 km-re északra, Dalmácia középső részén fekszik.

## Története
Čista települést már 1403-ban és 1407-ben is említik a középkori lukai zsupánság részeként. Nincsenek rá vonatkozó adatok, de a szakemberek valószínűsítik, hogy a településnek már a 13. században önálló plébániája volt. 1409-ben egész Dalmáciával együtt a Velencei Köztársaság része lett. 1522-ben Skradinnal együtt török uralom alá került és csak 1684-ben szabadították fel. Ezután a velenceiek birtoka volt. A szerb lakosság ősei a 16. és a 17. században főként Boszniából települek ide és a már meglevő Čista falu mellé különálló települést létesítettek. A település 1797-ben a Velencei Köztársaság megszűnésével a Habsburg Birodalom része lett. 1806-ban Napóleon csapatai foglalták el és 1813-ig francia uralom alatt állt. Napóleon bukása után ismét Habsburg uralom következett, mely az első világháború végéig tartott. A településnek 1857-ben 203, 1910-ben 358 lakosa volt. Az I. világháború után rövid ideig az Olasz Királyság, ezután a Szerb-Horvát-Szlovén Királyság, majd Jugoszlávia része lett. 1991-ben lakosságának 94 százaléka szerb nemzetiségű volt, akik még az évben csatlakoztak a Krajinai Szerb Köztársasághoz, melynek itt húzódott a déli határa. 1995 augusztusában foglalta vissza a horvát hadsereg. Szerb lakossága Szerbiába menekült és később is csak főként az idősek tértek vissza. 2004-ben nagy ünnepség keretében szentelték újra a falu megújított pravoszláv templomát. A falu lakossága 2011-ben 119 fő volt.

## Lakosság
| Lakosság változása | Lakosság változása | Lakosság változása | Lakosság változása | Lakosság változása | Lakosság változása | Lakosság változása | Lakosság változása | Lakosság változása | Lakosság változása | Lakosság változása | Lakosság változása | Lakosság változása | Lakosság változása | Lakosság változása | Lakosság változása |
| ------------------ | ------------------ | ------------------ | ------------------ | ------------------ | ------------------ | ------------------ | ------------------ | ------------------ | ------------------ | ------------------ | ------------------ | ------------------ | ------------------ | ------------------ | ------------------ |
| 1857               | 1869               | 1880               | 1890               | 1900               | 1910               | 1921               | 1931               | 1948               | 1953               | 1961               | 1971               | 1981               | 1991               | 2001               | 2011               |
| 203                | 599                | 206                | 244                | 290                | 358                | 440                | 506                | 618                | 719                | 760                | 663                | 577                | 596                | 80                 | 119                |

## Nevezetességei
- Szent Miklós tiszteletére szentelt szerb pravoszláv temploma 1873-ban, más forrás szerint 1895-ben épült. 2004-ben teljesen megújították és újraszentelték. Egyhajós, négyszög alaprajzú épület. Homlokzatán a főbejárat felett körablak, az oromzaton pengefalú harangtorony látható, benne két haranggal. A templomot a falu temetője övezi, mely alacsony kőkerítéssel van körülvéve.
- A Gradina Dragišić nevű lelőhelyen őskori eredetű erődített település maradványai találhatók. Védőfalai nem maradtak fenn teljesen. A falakon belül házmaradványokat találtak. Az élet folytonossága a domboldalon az hallstatti kultúra korai időszakától az 1. századig követhető. A domb keleti részén a település nekropolisza fekszik. A feltárt sírokban gazdag leleteket találtak, különböző temetkezési szertartásokkal.[4]